# ناهيد 1 (قمر اصطناعي)
القمر الصناعي ناهيد 1 هو قمر اصطناعي للاتصالات إيراني الصنع والتصميم. وهو مخصص للبحوث العلمية، ومشروع إنتاجه وإنتاج الأجيال اللاحقة منه هو مسؤولية مركز البحوث الفضائية ، كما أن جامعة أمير كبير للتكنولوجيا تُعتبَر إحدى الجهات الأساسية التي تقدم الدعم التقني وتوفير بعض القطعات لهذا المركز بصفتها جهة مقاولة إلى جانب جهات مشاركة أخرى.

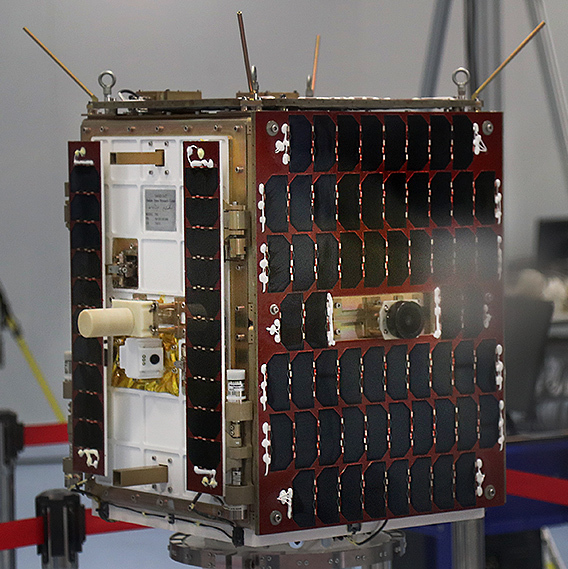
القمر الصناعي الوطني الإيراني ناهيد-1

## صنع وتصميم
بالتزامن مع الذكرى السنوية التاسعة لليوم الوطني للتقنية الفضائية في إيران جرت مراسم كشف النقاب عن قمر «ناهيد -1 الصناعي» للاتصالات بحضور رئيس الجمهورية حسن روحاني. وتم تصميم وصنع قمر ناهيد- 1، في مركز منظومات الأقمار الصناعية التابع لمركز الأبحاث الفضائية  تحت إشراف مؤسسة الفضاء الإيرانية.

## مواصفات القمر الصناعي ناهيد
القمر على شكل مضلع مستطيل يبلغ قطره 80 سم ونصبت حوله خلايا شمسية وفيه أيضاً خليتان شمسيتان متحركتان ووزنه التقريبي 50 كغم ويتحرك في مدار بيضوي قطره (250) كيلومتر  × (370) كيلومتر بزاوية انحراف مقدارها 55 درجة. من المقرر أن ناهيد 1 حينما يُطلَق إلى الفضاء ويستقر فيه سوف يفتح جناحاه المتحركان والمكونان من خلايا شمسية ويتم التقاط صوراً لهذه العملية لكي يتم تقييم كيفية الأداء ومدى اتساع هذه الخلايا وهو في قلب الفضاء.

## مراحل تدشين القمر ناهيد 1
بعد أن يتم إطلاق القمر الصناعي «ناهيد 1» في الفضاء، سوف تُنجَز مراحل العمل به خلال العمليات التالية:
- فتح الجناحين المكونين من خلايا شمسية.
- تأمين إتصال مباشر مع المقر على الأرض بموجات KU.
- التقاط صور لعملية انفراج الجناحين المكونين من خلايا شمسية وتحديد مستوى إنجاز هذه العملية التلقائية.
- السيطرة على الأوضاع من ثلاثة محاور.[6]